# ملكة جمال الدولية 1999
ملكة جمال الدولية 1999، هي نسخة مسابقة ملكة جمال الدولية التاسعة والثلاثون في تاريخ مسابقة ملكة جمال الدولية منذ انطلاقتها عام 1960، عقدت مسابقة في 14 ديسمبر 1999 في قاعة يو بورت في طوكيو باليابان واستضافتها ماسومي أوكادا وماري كريستين. توجت بولينا غالفيز من كولومبيا في نهاية الحدث، لتصبح صاحبة اللقب الثاني من بلدها لتفوز بلقب ملكة جمال الدولية.

## النتائج

### المراكز النهائية
| النتائج النهائية       | المتنافسة |
| ---------------------- | --- |
| ملكة جمال الدولية 1999 | - كولومبيا - بولينا غالفيز |
| الوصيفة الأولى         | - أسبانيا - كارمن فرنانديز |
| الوصيفة الثانية        | - فنلندا - سايجا بالين |
| نصف النهائي            | - البرازيل - اليساندرا دو ناسيمنتو - كوراساو - باميلا وينكل - قبرص - أفروديتي بيرسليوس - جمهورية التشيك - ساركا سيكوروفا - جمهورية الدومينيكان - باتسي آرياس - اليابان - كانا اونودا - نيكاراغوا - كلوديا النيز - بولندا - أدريانا جيرزيو - روسيا - ماريا تشيبوتيفيتش - السنغال - عائشة فاي - الأوروغواي - دانييلا أباسولو - فنزويلا - أندرينا لاموزاس |

## الروابط الخارجية
- موقع ملكة جمال الدولية الرسمي